# Hans Wildbolz (Offizier)
Hans Ernst Wildbolz (* 25. November 1919 in Bern; † 22. August 1997 ebenda) war ein Schweizer Offizier.
Hans Wildbolz studierte Jurisprudenz und wurde 1944 promoviert. Im Jahr 1945 trat er in das Instruktionskorps der Mechanisierten und Leichten Truppen (Panzer) ein, 1952 wurde er Generalstabsoffizier. Er war Kommandant der Mechanisierten Division 4 (1970–1971), des Feldarmeekorps 2 (1972–1977) und Ausbildungschef der Schweizer Armee (1978–1981).